# Valdas Petrauskas
Valdas Petrauskas (*  9. April 1965 in Kaunas) ist ein litauischer Politiker und Chirurg.

## Leben
Nach dem Abitur absolvierte er von 1983 bis 1989 das Diplomstudium am Kauno medicinos institutas (KMI) und wurde Chirurg.
Von 1989 bis 1991 hatte er die Ordinatur am I. Lehrstuhl von KMI. Von 1991 bis 1992 war er Assistent an der Klinik für Kardiochirurgie der Kauno medicinos akademija. Von 1992 bis 1996 war er Mitglied im Seimas.
Ab 1989 war Valdas Petrauskas Mitglied und später stellvertretender Ratsvorsitzender der Lietuvos demokratų partija.